# Parc naturel des Vallées de la Burdinale et de la Mehaigne
Le parc naturel des Vallées de la Burdinale et de la Mehaigne est un parc naturel situé en Hesbaye, dans la province de Liège, en Belgique. Il s'étend dans le triangle formé par les villes de Huy, Andenne et Hannut, couvrant une superficie d'environ 11 000 hectares. Le parc englobe vingt-deux villages et hameaux répartis sur les communes de Braives, Burdinne, Héron et Wanze.

## Description
Le parc doit son nom aux deux cours d'eau qui le traversent : la Mehaigne et son affluent, la Burdinale. Depuis 1991, le territoire est classé parc naturel, et certaines de ses zones sont intégrées au réseau européen Natura 2000, un ensemble de sites naturels protégés d'intérêt communautaire.
La région se distingue par la richesse de ses villages authentiques, abritant un patrimoine culturel et historique significatif ainsi qu'un héritage architectural remarquable. La gestion du parc vise à maintenir une harmonie optimale entre les milieux naturels et les activités agricoles humaines.

## Images

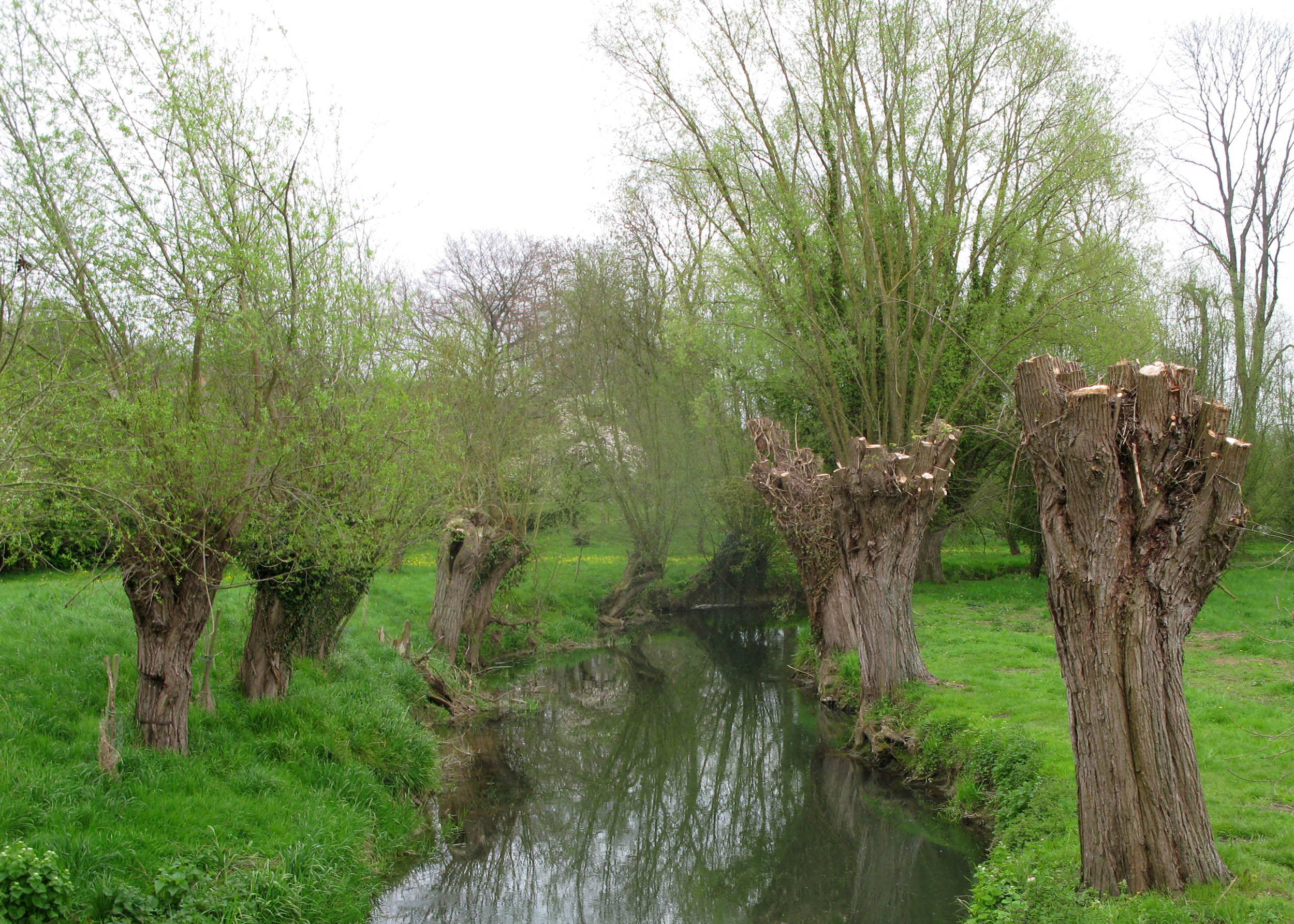
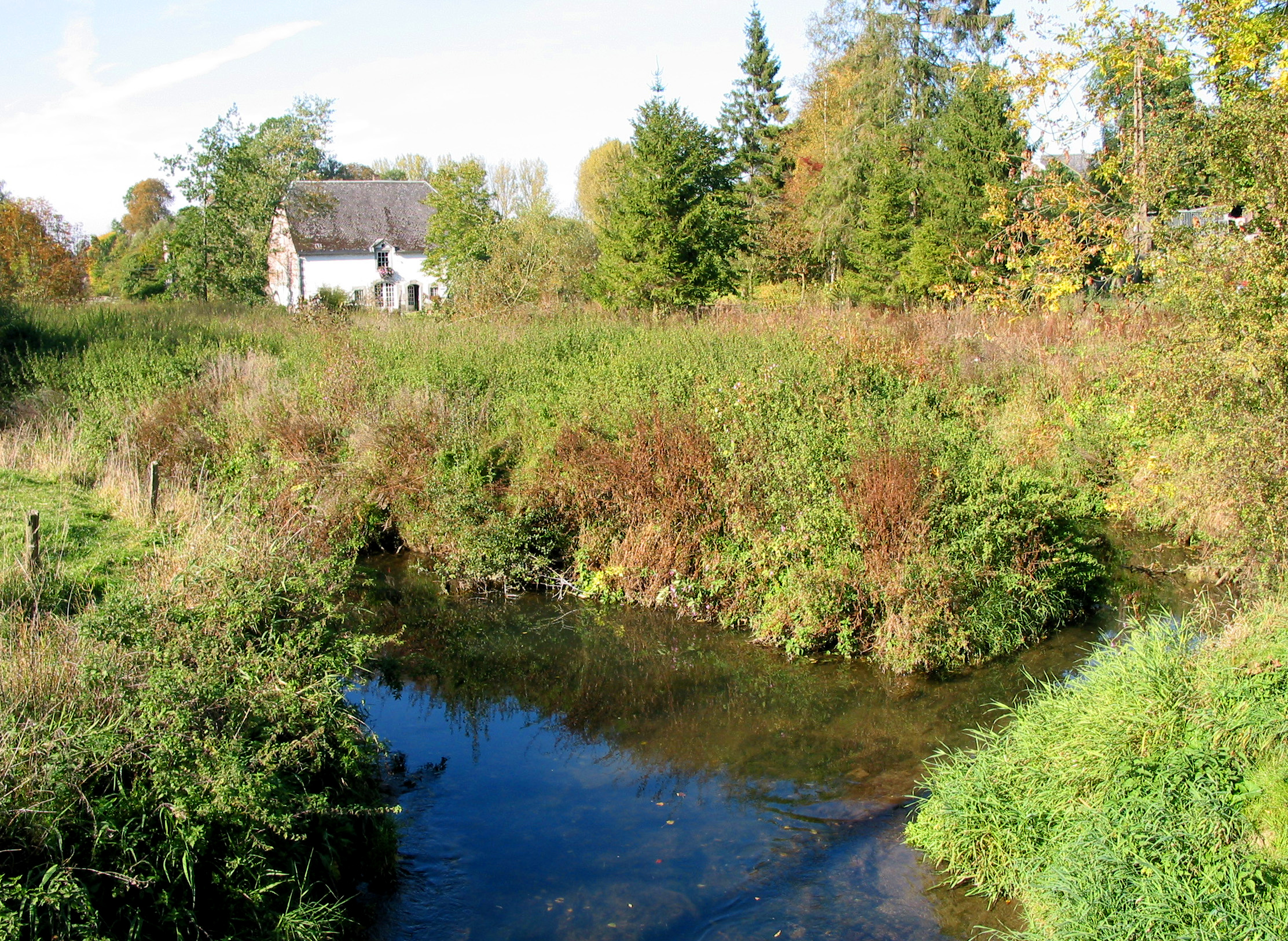